# Incantation (grup musical)
Incantation és una banda nord-americana de death metal formada per John McEntee i Paul Ledney el 1989. Són uns dels líders de l'escena death metal a la ciutat de Nova York juntament amb els seus companys Suffocation, Mortician i Immolation, tot i que actualment la banda es troba a Johnstown, Pennsylvania. Fins ara, han publicat deu discos de llarga durada, dos discos en directe, quatre EP, dos senzills, tres splits, un DVD i tres demos. El seu àlbum més recent, Unholy Deification, va ser llançat a través de Relapse Records l'agost de 2023. La banda ha mantingut un important seguiment de culte i una popularitat underground des dels anys 90, i es considera que té una gran influència en tota una sèrie de bandes de death metal posteriors, com ara Dead Congregation, Grave Miasma i Portal, que sovint es descriuen com a "death metal cavernós". La música d'Incantation sovint es basa en temes anticristians, satànics i ocultistes, i la banda destaca per barrejar ritmes molt variats a la seva música, sovint reproduint passatges lents i afinats similars als interpretats per bandes de death-doom com Autopsy.
La banda ha vist molts canvis en la seva formació al llarg de 35 anys d'història. El guitarrista/vocalista McEntee és l'únic membre original, tot i que el bateria Kyle Severn ha aparegut a tots els àlbums d'estudi des del seu tercer llarga durada, Diabolical Conquest. Incantation va arribar a destacar públicament per primer cop amb Onward to Golgotha i Mortal Throne of Nazarene, ambdós amb Craig Pillard a la veu. Després del llançament de l'EP Forsaken Mourning of Angelic Anguish el 1997, Pillard va abandonar la banda i va ser substituït per Daniel Corchado de The Chasm. Corchado va actuar en un àlbum, Diabolical Conquest de 1998, abans de marxar. El vocalista Mike Saez va actuar als dos àlbums següents, The Infernal Storm (2000) i Blasphemy (2002). Començant amb Decimate Christianendom, McEntee va assumir responsabilitats vocals, un paper que continua fins a l'actualitat.

## Membres de la banda
| Actualment - John McEntee – guitarra principal (1989–2008, 2019–2020), guitarra rítmica (1990, 1994–1999, 2002–present), veus (2002–present) - Kyle Severn – bateria (1994–1998, 2000–2007, 2009–present) - Chuck Sherwood – baix elèctric (2008–present) - Luke Shively – guitarra principal (2020–present) Antics membres - Brett Makowski – guitarra rítmica (1989–1990) - Aragon Amori – baix elèctric (1989–1990; died 1996) - Paul Ledney – bateria, veus (1989–1990) - Sal Seijo – bateria (1990) - Peter Barnevic – bateria (1990) - Will Rahmer – veus (1990) - Ronnie Deo – baix elèctric (1990–1992; died 2022) - Jim Roe – bateria (1990–1993, 2007–2008) - Craig Pillard – veus, guitarra rítmica (1990–1994) - Dan Kamp – baix elèctric (1993) - Daniel Corchado – baix elèctric, veus (1995–1998) - Rob Yench – baix elèctric (1998–2001) - Mike Saez – veus, guitarra rítmica (1998–2002) - Joe Lombard – baix elèctric (2001–2006; died 2012) - Alex Bouks – guitarra principal (2008–2014) - Sonny Lombardozzi – guitarra principal (2014–2019), rítmica i guitarra principal (touring 2003) | Músics en viu - Bill Venner – rítmica i guitarra principal (1990) - Dave Niedrist – baix elèctric (1993–1994) - Randy Scott – baix elèctric (1994) - Duane Morris – rítmica i guitarra principal, segones veus (1994–1995) - Mike Donnelly – baix elèctric (1995) - Mary Ciullo – baix elèctric (1996) - Nathan Rossi – rítmica i guitarra principal, segones veus (1996) - Kevin Hughes – baix elèctric (1996–1997) - Clay Lytle – bateria (1998) - Tom Stevens – rítmica i guitarra principal, segones veus (1998–1999) - Rick Boast – bateria (1999) - Richard Christy – bateria (2000) - Bill "Belial" Koblak – veus, rítmica i guitarra principal (2002) - Vincent Crowley – veus (2002) - Rigel Walshe – baix elèctric (2006) - Roberto Lizárraga – baix elèctric (2006–2009) - Reyash – baix elèctric (2007, 2014) - Jacob Shively – baix elèctric (2015) - Luke Shively – baix elèctric (2015-2020) - Dan Grainger – bateria (2018) - Charlie Koryn - bateria (2019 - present) - Scott Pivarnick – baix elèctric (2022) - Dan Vadim Von - baix elèctric (2022 - present) |

## Discografia

### Àlbums d'estudi
- Onward to Golgotha (1992)
- Mortal Throne of Nazarene (1994)
- Diabolical Conquest (1998)
- The Infernal Storm (2000)
- Blasphemy (Incantation album)|Blasphemy (2002)
- Decimate Christendom (2004)
- Primordial Domination (2006)
- Vanquish in Vengeance (2012)
- Dirges of Elysium (2014)
- Profane Nexus (2017)
- Sect of Vile Divinities (2020)
- Unholy Deification (2023)

### Àlbums recopilatoris
- XXV (2016)
- Unholy Massacre (2016)
- Tricennial of Blasphemy (2022)

### Àlbums de remescles
- Upon the Throne of Apocalypse (1995)
- Blasphemous Cremation (2008)

### EPs
- Entrantment of Evil (1990)
- Deliverance of Horrific Prophecies (1991)
- The Forsaken Mourning of Angelic Anguish (1997)
- Blasphemous Cremation (2008)

### Singles
- "Thieves of the Cloth" (2006)
- "Scapegoat" (2010)
- "Degeneration" (2012)

### Splits
- Relapse Singles Series Vol.1 (2002)
- Relapse Singles Series Vol.3 (2004)
- Afterparty Massacre (2011)
- Reh & Live 1990 / Jesus Spawn (2013)

### Àlbums en directe
- Tribute to the Goat (1997)
- Live Blasphemy in Brazil Tour 2001 (2001)
- Rotting Spiritual Embodiment (2017)